# Barcelonne
Barcelonne – miejscowość i gmina we Francji, w regionie Owernia-Rodan-Alpy, w departamencie Drôme.
Według danych na rok 1990 gminę zamieszkiwało 347 osób, a gęstość zaludnienia wynosiła 42 osób/km² (wśród 2880 gmin regionu Rodan-Alpy Barcelonne plasuje się na 1283. miejscu pod względem liczby ludności, natomiast pod względem powierzchni na miejscu 1257.).